# Université de Bolton
L'université de Bolton (en anglais : University of Bolton), anciennement l'Institut d'études supérieures de Bolton (Bolton Institute of Higher Education), est la plus récente des universités britanniques. Elle se situe à Bolton, dans le Lancashire, et compte 8 000 étudiants.

## Histoire
Le Bolton Institute of Higher Education fut fondé en 1982 par la fusion du Bolton Institute of Technology et du Bolton College of Education  et autorisé à délivrer des diplômes en 1990. À partir de 1994, il fut autorisé à délivrer des diplômes de recherche. 
En avril 2004, l'institut reçut le statut d'université et dut donc chercher un nouveau nom. Le choix devait se faire entre Bolton University, Bolton Institute University, West Pennines University et Bolton Leverhulme University. Le nouveau nom choisi, University of Bolton fut annoncé le 2 septembre 2004 et fut approuvé par Conseil privé de la Reine le 27 janvier 2004.

## Facultés et étudiants
L'université compte près de 8 000 étudiants dont la vaste majorité (80 %) provient du comté du Lancashire.

## Organisation

### Chanceliers
- 2010-2014 : Patricia Morris
- 2014-2017 : Ernest Ryder (en)
- 2017- : George Windsor[1]

## Partenariat européen
L'université de Bolton reçoit régulièrement de nombreux étudiants étrangers. La ville de Bolton étant jumelée avec les villes de Paderborn (Allemagne) et Le Mans (France), son université accueille tous les ans des étudiants Erasmus desdites villes. En outre, on peut aussi remarquer la présence d'un bon nombre d'étudiants de Stuttgart (Allemagne).

D'autre part, proposant des cours d'English Foundation (Access), l'université de Bolton reçoit aussi des étudiants de tous horizons désirant d'apprendre la langue anglaise avant de poursuivre des études supérieures en Grande-Bretagne.

## Endurance automobile
En 2015, l'université engage une Ginetta-Juno LMP3 dans le championnat European Le Mans Series, dans la catégorie LMP3,,.